# Paralaodamia
Paralaodamia é um gênero de mariposa pertencente à família Crambidae.